# یعقوب بروایه
یعقوب بروایه (تیر ۱۳۶۱ -تیر ۱۳۸۸)، دانشجوی کارشناسی ارشد رشته نمایش در دانشکده هنر و معماری دانشگاه آزاد اسلامی واحد مرکز بود که به گزارش وبگاه روزآنلاین در ۴ تیر توسط نیروهای بسیج از بام مسجد لولاگر مورد اصابت گلوله قرار گرفت و از ناحیهٔ سر مجروح شده بود و بلافاصله توسط دوستانش به بیمارستان لقمان انتقال یافت، اما به رغم تلاش پزشکان برای نجات جان وی، در نهایت دچار مرگ مغزی شد و در سن ۲۷ سالگی درگذشت. یعقوب بروایه فرزند دوم یک خانواده پنج نفری و اهل اهواز بود. گفته می‌شود مأموران امنیتی پیکر بی جان یعقوب را تحویل گرفتند و به محل نامعلومی بردند و سرانجام بعد از ۴۸ ساعت به خانواده او اطلاع دادند جسد یعقوب به خاک سپرده شده‌است. مأموران از خانواده او تعهد گرفته‌اند که از هرگونه اطلاع‌رسانی و برگزاری مراسم برای او خودداری کنند.